# Lago Hillier
El lago Hillier es un lago situado en la isla Middle, la mayor isla del archipiélago de La Recherche, Australia Occidental (Australia).
El color rosado del lago es permanente y no cambia cuando se vierte el agua en un recipiente. La longitud del lago es de unos seiscientos metros aproximadamente. El lago está rodeado por un borde de arena y un bosque denso de melaleuca y eucaliptos con una estrecha franja de dunas de arena al norte, cubiertas por vegetación, que lo separa del Océano Antártico.
Se cree que la isla y el lago fueron cartografiados por primera vez por la expedición Flinders en 1802. Se dice que el capitán Flinders contempló el lago rosa después de ascender el pico de la isla. John Thistle, el capitán del buque, recogió agua del lago descubriendo que estaba saturada con sal. Aunque en el caso del lago Hillier el origen de su color rosa no ha sido definitivamente demostrado, se sabe que el color rosa de otros lagos salados de la región surge de un medio de contraste creado por organismos Dunaliella salina y Halobacteria. Otra hipótesis es que el color rosa se debe a bacterias halófilas rojas o algas en las costras de sal.
Una leyenda dice que el color rosa se debe a un antiguo relato aborigen australiano acerca de una sacerdotisa llamada Yilba, la cual, en una persecución fue alcanzada por una bala de parte de los colonos ingleses, que atravesándole el pecho derramó la sangre, que según cuenta la leyenda era de un tono especialmente claro, el cual le habría dado el distintivo color al lago Hillier. [cita requerida]
A pesar de su inusual tonalidad, el lago no presenta efectos adversos conocidos en los seres humanos. Visto desde arriba el lago parece un sólido de color rosa chicle, pero desde la línea de costa se parece más a un tono rosa claro que está en el agua. El litoral está también cubierto por depósitos de costras de sal.